# Podreber, Dobrova - Polhov Gradec
Podreber je naselje v Občini Dobrova-Polhov Gradec.